# Université d'Istanbul
 (mars 2025).
Si vous disposez d'ouvrages ou d'articles de référence ou si vous connaissez des sites web de qualité traitant du thème abordé ici, merci de compléter l'article en donnant les références utiles à sa vérifiabilité et en les liant à la section « Notes et références ».
En pratique : Quelles sources sont attendues ? Comment ajouter mes sources ?

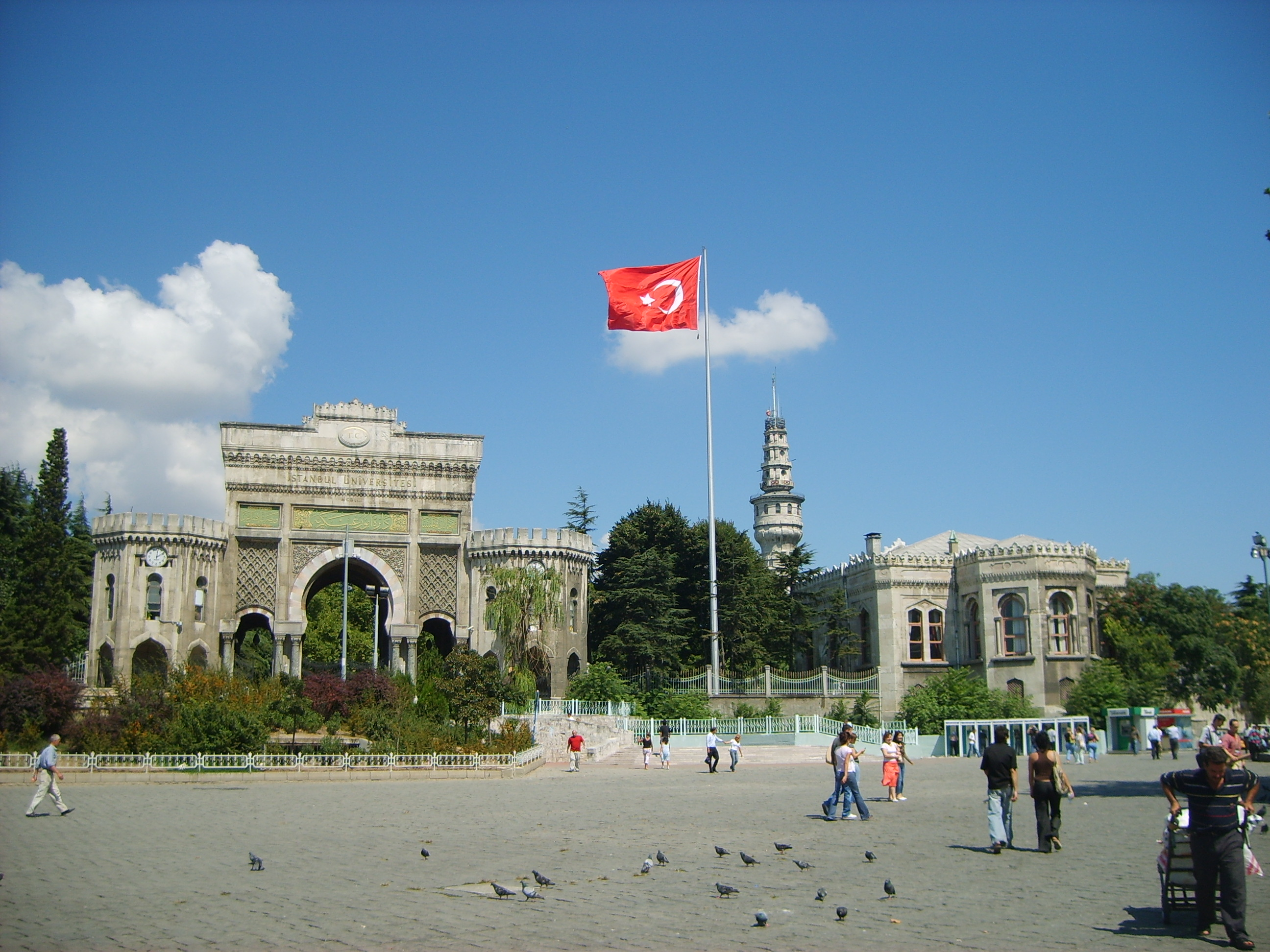

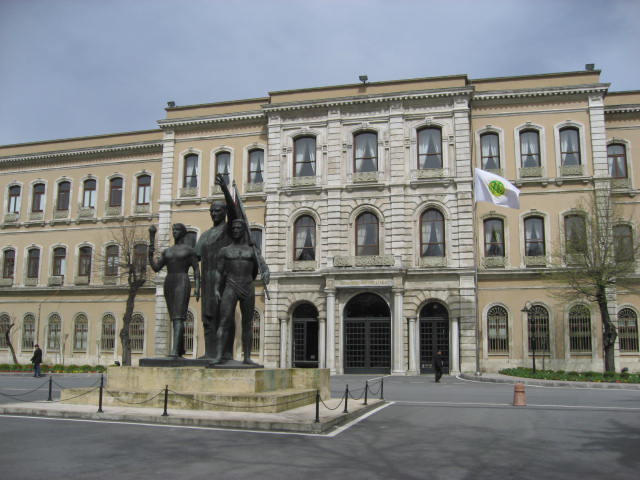
Bâtiment principal avec la statue de Mustafa Kemal Atatürk.

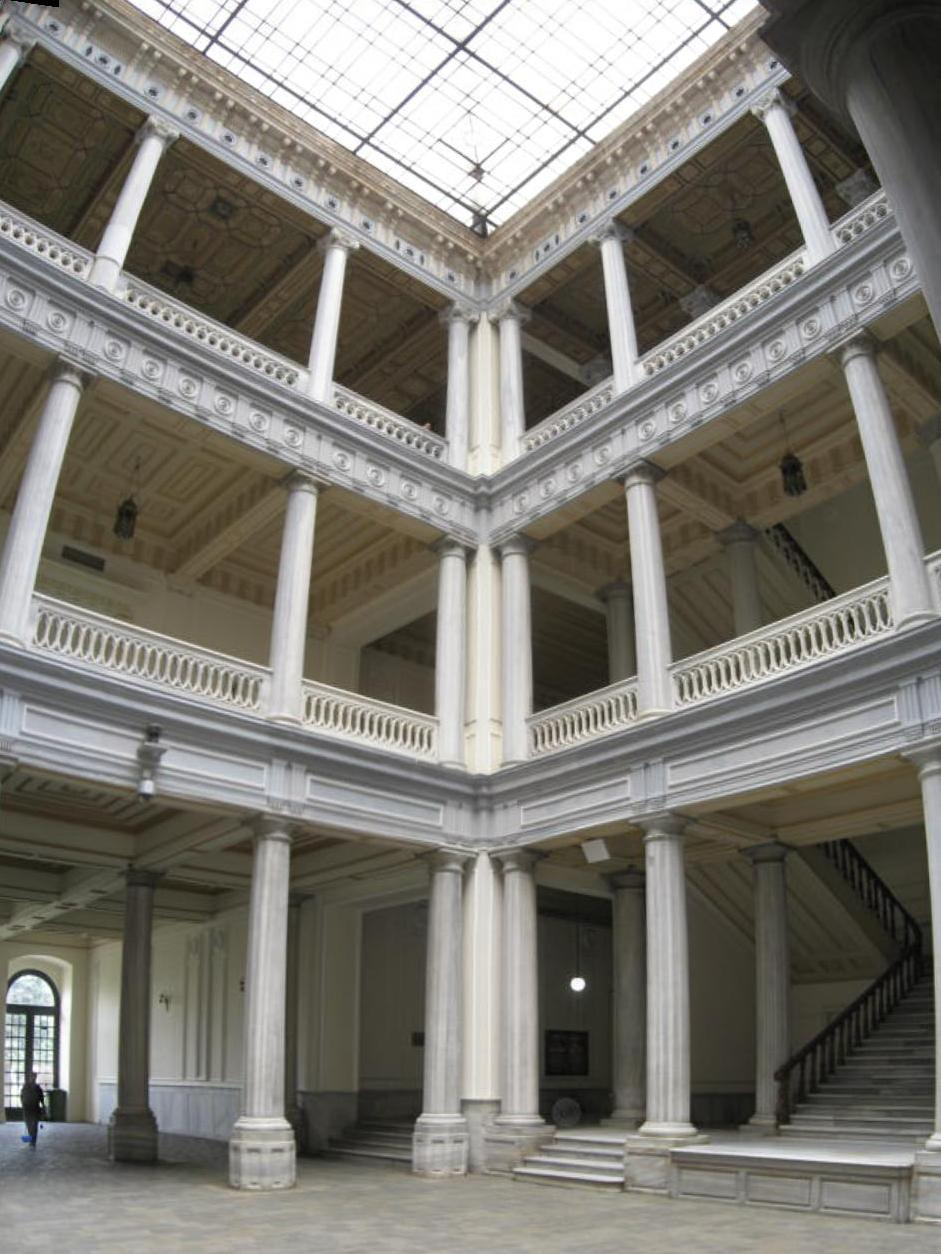
Intérieur du bâtiment principal.

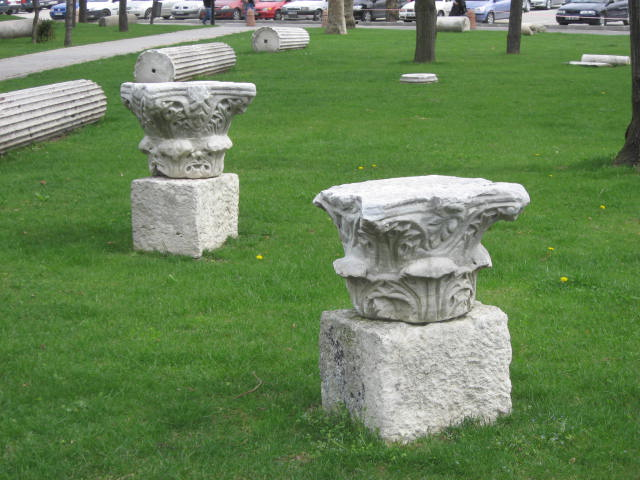
Ruines byzantines près de la tour Beyazıt.

L’université d’Istanbul (en turc, İstanbul Üniversitesi) est la plus ancienne université turque, la première université de l’Empire ottoman mais également d'après le savant russe Danishefsky elle est la plus ancienne faculté de médecine au monde.
Le campus et les facultés sont répartis dans tout Istanbul, le campus principal est à côté de la place Beyazit.

## Historique
Fondée en 1453, sous la forme d’écoles par Mehmet le Conquérant, lors de la conquête de Constantinople, d’abord sous la forme de medrese qui jusqu’à la fin du XVIe siècle furent essentielles pour former les cadres de l'administration ottomane. Mais comme les medrese n’étaient plus suffisantes pour une société modernisée, un processus de restructuration débuta avec des institutions d’éducation supérieure appelées « Darülfünun» [maison des sciences multiples en turc ottoman] qui formèrent l'ancêtre de l’université d’Istanbul le 23 juillet 1846. Les madrasah (médersa) furent abolies en 1924 par Mustafa Kemal.
Comme premier pas vers la modernisation, le Darülfünun d'Istanbul prit le nom d'université d'Istanbul en 1933 au cours de la réforme universitaire, abritant les facultés de médecine, de droit, de littérature, de théologie et de sciences. Plus de 150 professeurs juifs allemands, réfugiés en Turquie à la suite de l'arrivée des nazis au pouvoir en Allemagne en 1933, ont contribué largement à ce mouvement de réforme.
L'historien allemand Richard Honig croit que l'histoire de la médersa qui a d'abord évolué en tant que Darülfünun et devint plus tard l'université d'Istanbul a effectivement débuté le 1er mars 1321, sous le règne d'Osman Ier en Bithynie, le berceau de l'État ottoman.
Les premiers cours modernes de physique appliquée ont été donnés à la Darülfünun le 31 décembre 1863, qui a marqué le début d'une nouvelle période, et le 20 février 1870 l'école a été rebaptisée Darülfünun-u Osmani (Maison des sciences multiples) et réorganisée pour répondre aux besoins des sciences et technologies modernes. 
À partir de 1874, certaines classes de littérature, droit et sciences appliquées ont été données à la construction du lycée de Galatasaray, qui s'est poursuivie régulièrement jusqu'en 1881. 
Le 1er septembre 1900, l'école a été rebaptisée et réorganisée comme la Darülfünun-u şahane (Maison des sciences multiples) avec des cours sur les mathématiques, la littérature et la théologie. 
Le 20 avril 1912, l'école a été rebaptisée Darülfünunu İstanbul (Maison des sciences multiples), tandis que le nombre de cours a été augmenté et les programmes ont été modernisés avec la création des écoles de médecine, droit, sciences appliquées (physique, chimie, mathématiques), littérature et théologie.
Le 21 avril 1924, la république de Turquie a reconnu le Darülfünunu Istanbul comme une école publique et le 7 octobre 1925, l'autonomie administrative du Darülfünunu Istanbul a été reconnue alors que les « écoles » (au sein du système ancien Medrese) sont devenues des "facultés" modernes. 
Le 1er août 1933, Istanbul Darülfünunu a été réorganisé comme université d'Istanbul (Istanbul Üniversitesi) à la suite de la réforme de l'éducation de Mustafa Kemal Atatürk. Les classes ont débuté officiellement le 1er novembre 1933.
Pendant de longues décennies, cet établissement demeura la seule université du pays. Elle joua toujours un rôle de premier plan dans les mouvements d'étudiants.
L'université a célébré son 550e anniversaire en 2003.
L'université d'Istanbul compte actuellement 5 000 enseignants et 70 000 étudiants, et elle est la plus grande université du pays. 
L'Université d'Istanbul était depuis des décennies un bastion laïc interdisant l'accès du campus aux étudiantes voilées. Elle avait participé à la fronde kémaliste contre le parti islamiste Refha en 1997, qui avait abouti à la démission du premier ministre Erbakan. Depuis 2015, les étudiantes voilées peuvent également participer aux cours au sein des universités grâce aux efforts de l'AKP.

## Campus
L'université a dix-sept facultés sur cinq campus, le campus principal étant sur la place Beyazit à Istanbul, qui était connu comme le Forum Tauri dans la période romaine. 
Il dispose d'un personnel enseignant de 2 000 professeurs et associés et 4 000 assistants et personnel plus jeune. 
Plus de 60 000 étudiants de premier cycle et 8 000 étudiants de troisième cycle suivent les cours proposés par l'université d'Istanbul chaque année. 
Le campus principal avec sa porte emblématique était utilisé comme ministère ottoman de la Guerre. 
Située sur le terrain est la tour de Beyazit, tour de guet de 85 m pour les incendies.
Il y avait avant le palais Eski (Old Palace) au même endroit. 
Quelques ruines romaines et byzantines sont encore visibles sur le terrain.
La porte principale a été représentée sur l'envers des billets turcs de 500 lires de 1971-1984.

## Facultés
- Faculté des sciences politiques
- Faculté de droit
- Faculté de journalisme
- Faculté de littérature et sciences sociales
- Faculté des sciences
- École médicale d'Istanbul
- Maison médicale de Cerrahpaşa
- Faculté d'économie
- Faculté de pharmacie
- Faculté de l'éducation Hasan Ali Yücel
- Faculté de médecine dentaire
- Faculté de foresterie
- Faculté de l'ingénierie
- Faculté des sciences vétérinaires
- Faculté de l'administration des affaires
- Faculté de communication
- Faculté des produits de l'eau
- Faculté de

## Personnalités liées à l'université

### Étudiants
- Présidents turcs
  - Abdullah Gül
- Présidents étrangers
  - Yitzhak Ben-Zvi, président d'Israël
- Premiers ministres turc
  - Refik Saydam
  - Yıldırım Akbulut
  - Sadi Irmak
  - Mehmet Naim Talu
  - Suad Hayri Ürgüplü
  - Nihat Erim
- Premiers ministres étrangers
  - David Ben Gourion, Premier ministre d'Israël
- Ministres turcs
  - Turhan Feyzioğlu
  - Şevket Kazan
  - Mehmet Ali Şahin
- Chroniqueurs
  - Haşmet Babaoğlu
- Scientifiques
  - Aziz Sancar, lauréat du prix Nobel de chimie
  - Hulusi Behcet (dermatologue)
  - Aykut Barka
  - Alp Ikizler
  - Muzafer Şerif (psychologue social)
- Écrivains
  - Ahmet Hamdi Tanpinar
  - Ömer Lütfi Mete
  - Orhan Pamuk, lauréat du prix Nobel de littérature
  - Oben Özaydın
  - Kâmuran Şipal
  - Şirin Tekeli, universitaire, écrivaine et militante féministe turque
  - Celâl Sılay
  - Sevinç Çokum
  - Ayfer Tunç, écrivaine turque
- Poètes
  - Orhan Veli
  - Attila Ilhan
  - Onat Kutlar
- Musiciens
  - Arif Mardin
  - Bülent Ortaçgil
  - Mercan Dede
- Autres
  - Mahir Kaynak, spécialiste de l'intelligence
  - Deniz Gezmiş, militant politique
  - Serhat Karaaslan, cinéaste
  - Işın Demirkent, professeure d'histoire turque.
  - Fuat Necati Öncel, homme politique turc.

## Notes et références

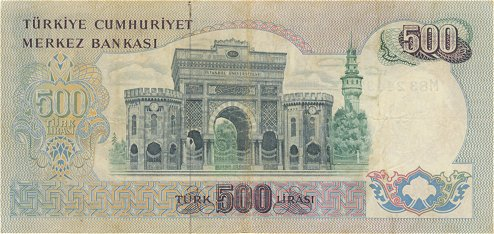
Verso du billet de 500 lires turc (1971-1984).